# سیلوسین

سیلوسایبین که یکی از ترکیبات قارچ‌های روان‌گردان است در کبد به سیلوسین تبدیل می‌شود.

سیلوسین (به انگلیسی: Psilocin) یا سایلوسین، یکی از ترکیبات اصلی روان‌گردان در قارچ‌های توهم‌زا یا قارچ‌های موسوم به مجیک ماشروم یا قارچ‌های جادویی است. سایلوسایبین که همچنین یکی از ترکیبات موجود در این دسته قارچ‌ها است، پس از مصرف در کبد به سایلوسین تبدیل می‌شود.
اثر توهم‌زای این ماده سایکو اکتیو به علت شباهت ساختاری شیمیایی آن به پیام‌رسان عصبی سروتونین است.

## ساختار شیمیایی
سیلوسین یک آلکالوئید تریپتامین است که ساختاری مشابه سروتونین دارد. این ترکیب به‌صورت طبیعی در قارچ‌های توهم‌زا مانند گونه‌های Psilocybe یافت می‌شود و به‌عنوان متابولیت فعال سیلوسایبین شناخته می‌شود. سیلوسین در سال ۱۹۵۸ توسط آلبرت هافمن از قارچ Psilocybe mexicana استخراج و سنتز شد.

## فارماکولوژی
سیلوسین به‌عنوان آگونیست جزئی گیرنده‌های سروتونینی، به‌ویژه گیرنده 5-HT2A، عمل می‌کند. این تعامل منجر به تغییرات در ادراک، خلق‌وخو و شناخت می‌شود. همچنین، سیلوسین با گیرنده‌های دیگری مانند 5-HT1A و 5-HT2C نیز تعامل دارد، اما نقش دقیق این تعاملات در اثرات روان‌گردان آن هنوز به‌طور کامل مشخص نشده است.

## متابولیسم
پس از مصرف خوراکی، سیلوسایبین در بدن به‌سرعت توسط آنزیم‌های آلکالین فسفاتاز و استرازها به سیلوسین فعال تبدیل می‌شود. سپس، سیلوسین عمدتاً توسط آنزیم مونوآمین اکسیداز A (MAO-A) دآمینه شده و به ۴-هیدروکسی‌ایندول-۳-استالدئید (4-HIAL) تبدیل می‌شود که در ادامه به ۴-هیدروکسی‌ایندول-۳-استیک اسید (4-HIAA) یا ۴-هیدروکسی‌تریپتوفول (4-HTOL) متابولیزه می‌شود. همچنین، سیلوسین تحت گلوکورونیداسیون توسط آنزیم‌های UGT1A9 و UGT1A10 قرار می‌گیرد و به سیلوسین-O-گلوکورونید تبدیل می‌شود که از طریق ادرار دفع می‌گردد.

## اثرات روانی و فیزیولوژیکی
مصرف سیلوسین می‌تواند منجر به تغییرات در ادراک، خلق‌وخو و تفکر شود. اثرات معمول شامل توهمات دیداری و شنیداری، احساسات شدید، تغییر در درک زمان و فضا، و تجربه‌های معنوی یا عرفانی است. از نظر فیزیولوژیکی، ممکن است باعث افزایش ضربان قلب، فشار خون، گشاد شدن مردمک‌ها، تعریق، تهوع و استفراغ شود. در برخی موارد، مصرف سیلوسین می‌تواند منجر به اضطراب، پارانویا یا حملات پانیک شود، به‌ویژه در محیط‌های نامناسب یا در افرادی که سابقه اختلالات روانی دارند. 

## وضعیت قانونی
وضعیت قانونی سیلوسین در کشورهای مختلف متفاوت است. در ایالات متحده، سیلوسین تحت قانون مواد کنترل‌شده به‌عنوان ماده‌ای از جدول I طبقه‌بندی شده است، به این معنا که دارای پتانسیل بالای سوءمصرف و بدون کاربرد پزشکی پذیرفته‌شده است. با این حال، برخی ایالت‌ها مانند اورگان و کلرادو مصرف سیلوسایبین را برای استفاده درمانی تحت نظارت قانونی کرده‌اند. در بریتانیا، سیلوسین به‌عنوان ماده‌ای از کلاس A طبقه‌بندی شده و نگهداری، فروش یا تولید آن غیرقانونی است. در برخی کشورها مانند باهاما و جزایر ویرجین بریتانیا، مصرف و نگهداری سیلوسین قانونی است، اما فروش آن ممنوع است. 

## کاربردهای درمانی
در سال‌های اخیر، تحقیقات متعددی به بررسی پتانسیل درمانی سیلوسین در اختلالات روانی مانند افسردگی مقاوم به درمان، اضطراب مرتبط با بیماری‌های لاعلاج و اختلال وسواس فکری-عملی پرداخته‌اند. نتایج اولیه نشان‌دهنده اثربخشی بالقوه سیلوسین در کاهش علائم این اختلالات است. با این حال، به‌دلیل وضعیت قانونی و نیاز به تحقیقات بیشتر، استفاده بالینی از سیلوسین هنوز محدود است و تنها در چارچوب کارآزمایی‌های بالینی مجاز است. 